# 上島正
上島 正（かみじま ただし、天保9年5月15日（1838年7月6日） - 1919年（大正8年））は明治時代の札幌開拓者。信濃国諏訪藩出身。江戸に出て商家に奉公し、行商人、測量師を経て北海道に渡り、札幌で初めて水田稲作に成功、東皐園で花菖蒲等の栽培を行った。

## 生涯

### 渡道前

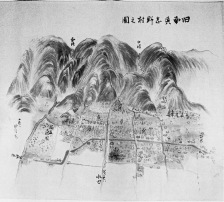
旧南真志野村之図

天保9年（1838年）5月15日信濃国諏訪郡南真志野村（長野県諏訪市湖南南真志野）に諏訪藩普請奉行上島幸右衛門の子として生まれた。幼名は源吉で、家督相続後、正と改めた。9歳から17歳まで生之堂鏡湖に書画を学び、画家を志したが、画家は妻帯できないと父に言われ、断念した。
安政2年（1855年）父の命で江戸に出て、森備中守屋敷富木衛門七方に奉公したが、半年後、武家社会を見限り、町家に奉公した。商家として独立しようとするも、父の反対に会い、慶応元年（1865年）江戸・大坂間の行商を営み、稼ぎが減ると帰郷して農業・商業を営み、園芸を嗜んだ。
1874年（明治7年）地租改正に応じて測量士となり、東京近傍、相模国秩父山・小田原を測量した。この時、札幌本道（国道36号）の工事に関わったという弟子から北海道の事情を聞き、興味を持った。

### 稲作の成功

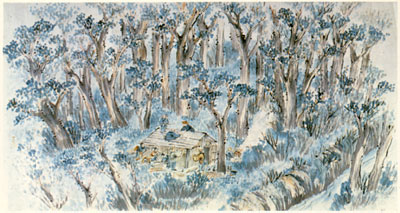
開拓小屋の建設（北海道開拓記念館所蔵「札幌村開拓絵巻」）

1877年（明治10年）1月一旦帰郷し、横浜、荻浜、気仙沼、青森、函館、小樽を経て、札幌区浦河通（大通南側・東2丁目）高橋亀次郎方を拠点に耕作地を探し、札幌村東耕の土地（北8条東8丁目53番地）を見定めた。亀次郎に月寒の土地を借り、開拓使が不可能としていた水田稲作に成功すると、12月帰郷して財産を処分し、東京で家族を引き連れ、1878年（明治11年）6月東耕に定着した。
1882年（明治15年）長野県東筑摩郡二子村（松本市笹賀）出身の牛山民吉が設立した開成会社と契約し、上諏訪に帰郷して開墾者を募ったが、契約は決裂し、単独で長野県から10名余、東京から20名余の開拓団を連れ帰った。当初集住を計画していたが、札幌県から土地を得られず、武井惣蔵・伊藤庄五郎・武井惣太エ門は札幌村、茅野鶴蔵は丘珠村、伊藤磯八は円山村、宮坂坂蔵・浜清吉は琴似村、花岡太吉・金子半蔵・後町万太・中沢兼三郎・河西由造・小池嘉一郎は月寒・篠路村・厚別等へと入植し、上島の稲作法を継承した。

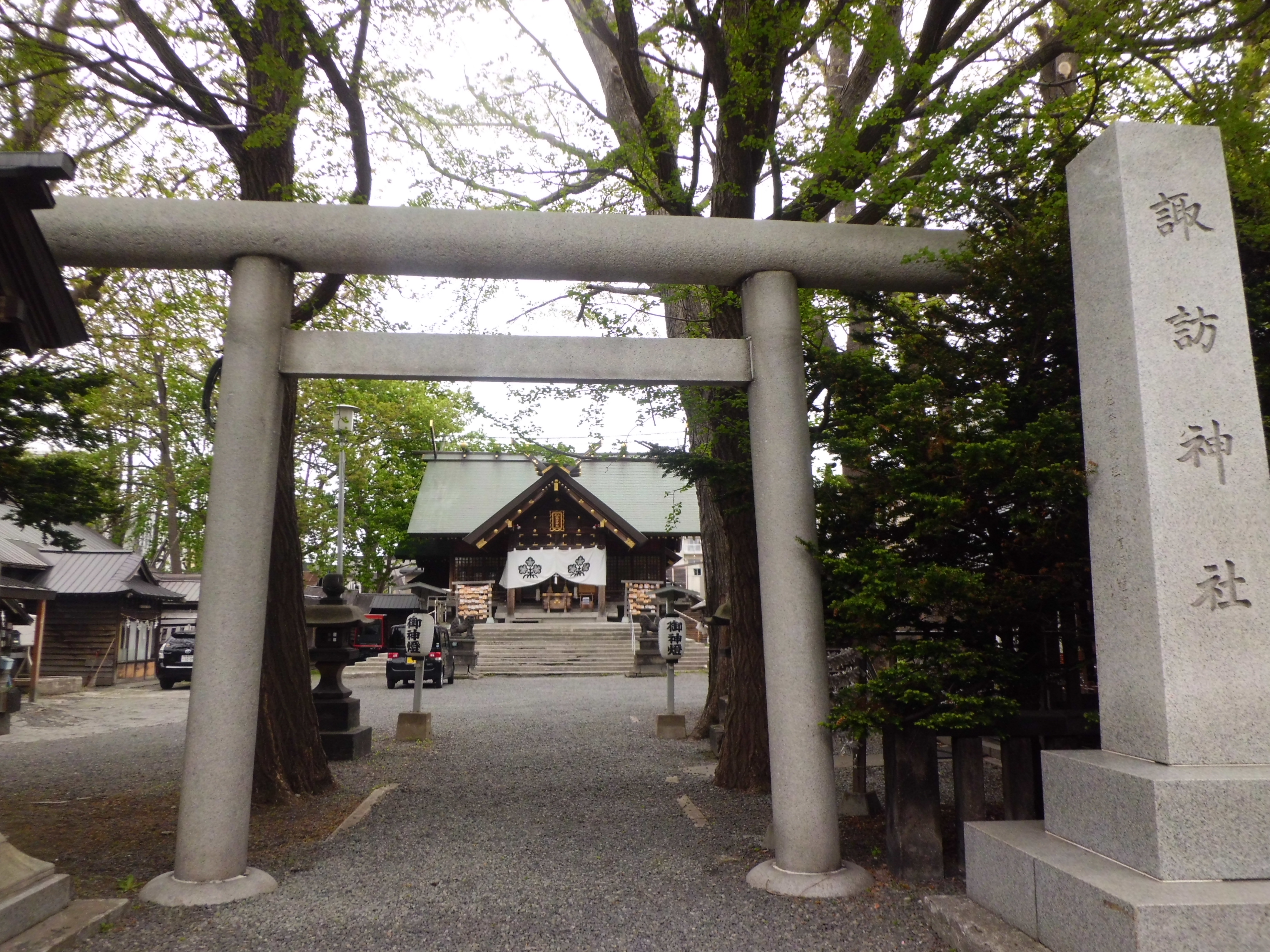
諏訪神社

この時、諏訪神社から分霊・薙鎌を譲り受けて邸内の祠に勧請し、後に札幌諏訪神社とした。

### 花卉栽培へ

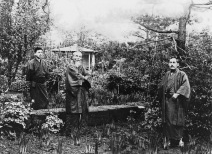
東皐園での上島正（中央）

稲作開始と同時に隣地の払い下げを受け、東京府堀切村武蔵屋滝蔵から得た花菖蒲の栽培を試みたが、中々結実しなかった。1880年（明治13年）豊平館前庭の造園を手伝った際、設計者ルイス・ベーマーの知遇を得、その助言に従い人工交配を研究し、成功した。
1884年（明治17年）札幌県令調所広丈・工業局長長谷部辰連の訪問を受け、その勧めで東耕園として無料公開した。後に他の住人に憚り東皐園と改称したが、皐を植えた記録はなく、由来は不明である。園内では甲斐国出身の達磨屋某が団子等を販売した。
その後、横浜アイザック・バンデング商会から芍薬・ドイツスズラン・ベゴニア・グラジオラス・ダーリア等を取り寄せて栽培し、ベーマー商会を通じて花菖蒲の輸出にも乗り出した。1911年（明治44年）開業した札北馬車軌道には東皐園前停留所が置かれた。
晩年は新川添2番地天使病院のフランス人修道女に看護を受け、1919年（大正8年）死去した。東皐園は1945年（昭和20年）頃まで存在し、現在の北11条東1丁目に当たるが、往時の面影は見られない。

## 著書
- 『妊娠自立法』 - 1895年（明治28年）発行。植物の人工交配をヒトに応用し、周囲に伝授したもの[2]。
- 『開墾絵巻』 - 1899年（明治32年）4月序[1]。
- 『想ひ出の記』 - 1900年（明治33年）著[2]。主人公象牙生が東皐園を訪れ、主人から昔話を聴く設定が取られる[1]。

## 上島氏

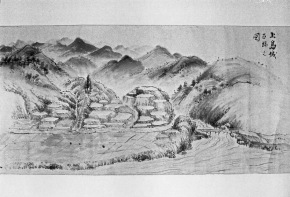
上島城古跡之図

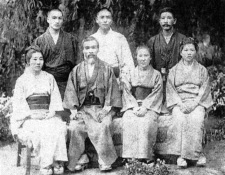
下段は左からマツ、正、茂登、タケ。上段は不明。

先祖は戦国時代に信濃国伊那郡上島城を本拠として武田氏に仕えていたが、上島刑部は織田信長の甲州征伐で、関東の佐竹氏を頼って下野国に落ち延びた。信長死後、諏訪氏に仕えて諏訪藩家老主座となり、子孫は代々南真志野村に住んで普請奉行を務めた。
なお、上島城は上伊那郡辰野町上島と伊那市西春近上島にあったが、上島が描いた「上島城古跡之図」は前者の地形に似ているという。
- 父：上島幸右衛門[2]
- 母：宇良（ウラ）[1]
  - 弟：幸蔵[2]
  - 弟：増蔵[2]
- 妻：茂登（モト）[1]
  - 長男：惣五郎[2]
  - 長女：マツ - 米倉勝之助妻[2]。
  - 次女：タケ - 小池嘉一郎妻[1]。
  - 次男：亮[2]
  - 三男：清[2]